# Општина Аколман (Мексико)
Аколман (шп. Acolman) општина је у Мексику у савезној држави Мексико. Општина се налази на надморској висини од 2254 м.

## Становништво
Према подацима из 2010. у општини је живело 136558 становника.

### Хронологија
| Година       | 2000                  | 2005                  | 2010                   |
| ------------ | --------------------- | --------------------- | ---------------------- |
| Становништво | 61250 (29992 / 31258) | 77035 (38743 / 38292) | 136558 (68392 / 68166) |

### Попис
| \| \| м \| \| \| ж \| \| 0—2 \| 3.922 \| \| \| 3.619 \| \| 3—5 \| 4.238 \| \| \| 4.233 \| \| 6—11 \| 8.906 \| \| \| 8.267 \| \| 12—14 \| 3.965 \| \| \| 3.705 \| \| 15—17 \| 4.014 \| \| \| 3.814 \| \| 18—24 \| 7.984 \| \| \| 7.872 \| \| 60+ \| 3.684 \| \| \| 4.133 \| \| Просек : \| 28,2 \| \| \| 29,0 \| |       |  |  |       |
| |       |  |  |       |
| | м     |  |  | ж     |
| 0—2 | 3.922 |  |  | 3.619 |
| 3—5 | 4.238 |  |  | 4.233 |
| 6—11 | 8.906 |  |  | 8.267 |
| 12—14 | 3.965 |  |  | 3.705 |
| 15—17 | 4.014 |  |  | 3.814 |
| 18—24 | 7.984 |  |  | 7.872 |
| 60+ | 3.684 |  |  | 4.133 |
| Просек : | 28,2  |  |  | 29,0  |

| #   | Индикатор                                                                                        | Вредност |
| --- | ------------------------------------------------------------------------------------------------ | -------- |
| 1   | Становништво од 0 до 2 године                                                                    | 7541     |
| 2   | Мушко становништво од 0 до 2 године                                                              | 3922     |
| 3   | Женско становништво од 0 до 2 године                                                             | 3619     |
| 4   | Становништво са 3 и више година                                                                  | 124733   |
| 5   | Мушко становништво са 3 и више година                                                            | 62176    |
| 6   | Женско становништво са 3 и више година                                                           | 62557    |
| 7   | Становништво са 5 и више година                                                                  | 119070   |
| 8   | Мушко становништво са 5 и више година                                                            | 59381    |
| 9   | Женско становништво са 5 и више година                                                           | 59689    |
| 10  | Становништво са 12 и више година                                                                 | 99089    |
| 11  | Мушко становништво са 12 и више година                                                           | 49032    |
| 12  | Женско становништво са 12 и више година                                                          | 50057    |
| 13  | Становништво са 15 и више година                                                                 | 91419    |
| 14  | Мушко становништво са 15 и више година                                                           | 45067    |
| 15  | Женско становништво са 15 и више година                                                          | 46352    |
| 16  | Становништво са 18 и више година                                                                 | 83591    |
| 17  | Мушко становништво са 18 и више година                                                           | 41053    |
| 18  | Женско становништво са 18 и више година                                                          | 42538    |
| 19  | Становништво од 3 до 5 година                                                                    | 8471     |
| 20  | Мушко становништво од 3 до 5 година                                                              | 4238     |
| 21  | Женско становништво од 3 до 5 година                                                             | 4233     |
| 22  | Становништво од 6 до 11 година                                                                   | 17173    |
| 23  | Мушко становништво од 6 до 11 година                                                             | 8906     |
| 24  | Женско становништво од 6 до 11 година                                                            | 8267     |
| 25  | Становништво од 8 до 14 година                                                                   | 19056    |
| 26  | Мушко становништво од 8 до 14 година                                                             | 9933     |
| 27  | Женско становништво од 8 до 14 година                                                            | 9123     |
| 28  | Становништво од 12 до 14 година                                                                  | 7670     |
| 29  | Мушко становништво од 12 до 14 година                                                            | 3965     |
| 30  | Женско становништво од 12 до 14 година                                                           | 3705     |
| 31  | Становништво од 15 до 17 година                                                                  | 7828     |
| 32  | Мушко становништво од 15 до 17 година                                                            | 4014     |
| 33  | Женско становништво од 15 до 17 година                                                           | 3814     |
| 34  | Становништво од 18 до 24 године                                                                  | 15856    |
| 35  | Мушко становништво од 18 до 24 године                                                            | 7984     |
| 36  | Женско становништво од 18 до 24 године                                                           | 7872     |
| 37  | Женско становништво од 15 до 49 година                                                           | 37543    |
| 38  | Становништво са 60 и више година                                                                 | 7817     |
| 39  | Мушко становништво са 60 и више година                                                           | 3684     |
| 40  | Женско становништво са 60 и више година                                                          | 4133     |
| 41  | Однос између мушкараца и жена                                                                    | 100.33   |
| 42  | Становништво од нуле до 14 година                                                                | 40855    |
| 43  | Становништво од 15 до 64 године                                                                  | 86314    |
| 44  | Становништво од 65 година и више                                                                 | 5105     |
| 45  | Просечан број деце                                                                               | 2.12     |
| 46  | Становништво рођено у ентитету                                                                   | 78274    |
| 47  | Мушко становништво рођено у ентитету                                                             | 40114    |
| 48  | Женско становништво рођено у ентитету                                                            | 38160    |
| 49  | Становништво рођено у другом ентитету                                                            | 53834    |
| 50  | Мушко становништво рођено у другом ентитету                                                      | 26054    |
| 51  | Женско становништво рођено у другом ентитету                                                     | 27780    |
| 52  | Становништво од 5 година и више резидентно у ентитету у јуну 2005. године                        | 107634   |
| 53  | Мушко становништво старосног доба од 5 година и више, резидентно у ентитету у јуну 2005. године  | 53768    |
| 54  | Женско становништво старосног доба од 5 и више година, резидентно у ентитету у јуну 2005. године | 53866    |
| 55  | Становништво од 5 година и више које је живело у другом ентитету у јуну 2005. године             | 10323    |
| 56  | Мушко становништво старије од 5 година које је живело у другом ентитету у јуну 2005. године      | 4950     |
| 57  | Женско становништво старије од 5 година које је живело у другом ентитету у јуну 2005. године     | 5373     |
| 58  | Становништво од 3 године и више које говори аутохтони језик                                      | 1769     |
| 59  | Мушко становништво старо 3 године и више које говори аутохтони језик                             | 909      |
| 60  | Женско становништво старо 3 године и више које говори аутохтони језик                            | 860      |
| 61  | Становништво од 3 године и више које говори аутохтони језик и не говори шпански језик            | 7        |
| 62  | Мушко становништво старо 3 године и више које говори аутохтони језик и не говори шпански         | 0        |
| 63  | Женско становништво старо 3 године и више које говори аутохтони језик и не говори шпански језик  | 7        |
| 64  | Становништво старо 3 године и више које говори аутохтони језик и шпански                         | 1518     |
| 65  | Мушко становништво старо 3 године и више које говори аутохтони језик и шпански                   | 781      |
| 66  | Женско становништво старо 3 године и више које говори аутохтони језик и шпански                  | 737      |
| 67  | Становништво од 5 година и више које говори аутохтони језик                                      | 1762     |
| 68  | Становништво од 5 година и више које говори аутохтони језик и не говори шпански језик            | 7        |
| 69  | Становништво од 5 година и више које говори аутохтони језик и говори шпански језик               | 1514     |
| 70  | Становништво у домородачким домаћинствима                                                        | 4701     |
| 71  | Становништво са ограничењима у активностима                                                      | 4843     |
| 72  | Становништво са ограниченим ходањем или кретањем, горе или доле                                  | 2347     |
| 73  | Становници са ограничењима вида, чак и уз кориштење сочива                                       | 1091     |
| 74  | Становништво са ограничењима говора, комуникације или конверзације                               | 453      |
| 75  | Становништво са ограниченим слухом                                                               | 471      |
| 76  | Становништво са ограничењима при одевању, купању или јелу                                        | 252      |
| 77  | Становништво са ограничењима у опажању или учењу једноставних ствари                             | 309      |
| 78  | Становништво са менталним ограничењима                                                           | 850      |
| 79  | Становништво без ограничења активности                                                           | 123902   |
| 80  | Становништво од 3 до 5 година које не похађа школу                                               | 4094     |
| 81  | Мушко становништво од 3 до 5 година које не похађа школу                                         | 2030     |
| 82  | Женско становништво од 3 до 5 година које не похађа школу                                        | 2064     |
| 83  | Становништво од 6 до 11 година које не похађа школу                                              | 376      |
| 84  | Мушко становништво од 6 до 11 година које не похађа школу                                        | 201      |
| 85  | Женско становништво од 6 до 11 година које не похађа школу                                       | 175      |
| 86  | Становништво од 12 до 14 година које не похађа школу                                             | 403      |
| 87  | Мушко становништво од 12 до 14 година које не похађа школу                                       | 236      |
| 88  | Женско становништво од 12 до 14 година које не похађа школу                                      | 167      |
| 89  | Становништво од 15 до 17 година похађа школу                                                     | 5709     |
| 90  | Мушко становништво од 15 до 17 година похађа школу                                               | 2875     |
| 91  | Женско становништво између 15 и 17 година живота у школи                                         | 2834     |
| 92  | Становништво од 18 до 24 године похађа школу                                                     | 3952     |
| 93  | Мушко становништво од 18 до 24 године похађа школу                                               | 1970     |
| 94  | Женско становништво од 18 до 24 године похађа школу                                              | 1982     |
| 95  | Становништво од 8 до 14 година које не може да чита и пише                                       | 277      |
| 96  | Мушко становништво старосног доба од 8 до 14 година које не може да чита и пише                  | 167      |
| 97  | Женско становништво старосног доби од 8 до 14 година које не може да чита и пише                 | 110      |
| 98  | Становништво од 15 година и више које је неписмено                                               | 2632     |
| 99  | Мушко становништво од 15 година и више које је неписмено                                         | 812      |
| 100 | Женско становништво од 15 година и више које је неписмено                                        | 1820     |
| 101 | Становништво старо 15 и више година без школовања                                                | 3343     |
| 102 | Мушко становништво старо 15 и више година без школовања                                          | 1217     |
| 103 | Женско становништво старо 15 и више година без школовања                                         | 2126     |
| 104 | Становништво старосног доба 15 и више година са непотпуним основним образовањем                  | 7412     |
| 105 | Мушко становништво старосног доба од 15 година и више са непотпуном основним образовањем         | 3386     |
| 106 | Женско становништво старосног доба 15 и више година са непотпуном основним образовањем           | 4026     |
| 107 | Становништво старо 15 и више година са комплетним основним образовањем                           | 13776    |
| 108 | Мушко становништво старо 15 година и више са комплетним основним образовањем                     | 6464     |
| 109 | Женско становништво старо 15 и више година са комплетним основним образовањем                    | 7312     |
| 110 | Становништво старосног доба 15 и више година са непотпуним средњим образовањем                   | 5183     |
| 111 | Мушко становништво старосног доба од 15 година и више са непотпуним средњим образовањем          | 3003     |
| 112 | Женско становништво старосног доба од 15 година и више са непотпуним средњим образовањем         | 2180     |
| 113 | Становништво старо 15 и више година са пуним секундарном образовањем                             | 27345    |
| 114 | Мушко становништво старосног доба од 15 година и више са пуним секундарном образовањем           | 14335    |
| 115 | Женско становништво старосног доба од 15 година и више са пуним секундарном образовањем          | 13010    |
| 116 | Становништво старије од 18 година са постосновним образовањем                                    | 30613    |
| 117 | Мушко становништво старије од 18 година са постосновним образовањем                              | 14959    |
| 118 | Женско становништво старије од 18 година са постосновним образовањем                             | 15654    |
| 119 | Просечна оцена школовања                                                                         | 9.04     |
| 120 | Просечан ниво образовања мушке популације                                                        | 9.14     |
| 121 | Просечан ниво образовања женског становништва                                                    | 8.94     |
| 122 | Економски активно становништво                                                                   | 51556    |
| 123 | Економски активна мушка популација                                                               | 35127    |
| 124 | Економски активна женска популација                                                              | 16429    |
| 125 | Становништво које није економски активно                                                         | 45092    |
| 126 | Мушко становништво које није економски активно                                                   | 11691    |
| 127 | Женско становништво које није економски активно                                                  | 33401    |
| 128 | Запослено становништво                                                                           | 48889    |
| 129 | Запослено мушко становништво                                                                     | 33048    |
| 130 | Запослено женско становништво                                                                    | 15841    |
| 131 | Незапослена популација                                                                           | 2667     |
| 132 | Незапослена мушка популација                                                                     | 2079     |
| 133 | Незапослена женска популација                                                                    | 588      |
| 134 | Становништво без права на здравствене услуге                                                     | 55747    |
| 135 | Становништво које има право на здравствене услуге                                                | 74084    |
| 136 | Становништво које има право на ИМСС                                                              | 35578    |
| 137 | Становништво које има право на социјално осигурање                                               | 9322     |
| 138 | Становништво које има право на државно социјално осигурање                                       | 1466     |
| 139 | Становништво које има право на опште осигурање или здравствено осигурање за нову генерацију      | 23232    |
| 140 | Становништво које је било једном или није било у браку током 12 година и више                    | 32162    |
| 141 | Венчано или уједињено становништво од 12 година и више                                           | 58023    |
| 142 | Становништво које је било у браку или уједињено 12 година и више                                 | 8249     |
| 143 | Становништво са католичком религијом                                                             | 114251   |
| 144 | Протестанти, еванђелисти и библијски следбеници различити од еванђелиста                         | 9539     |
| 145 | Становништво са другим религијама различитим од претходних                                       | 202      |
| 146 | Становништво без религије                                                                        | 4309     |
| 147 | Укупно пописаних домаћинства                                                                     | 32477    |
| 148 | Пописна домаћинства на челу са мушкарцима                                                        | 25978    |
| 149 | Пописна домаћинства на челу са женама                                                            | 6499     |
| 150 | Становништво у пописним домаћинствима                                                            | 130039   |
| 151 | Становништво у пописним домаћинствима на челу са мушкарцима                                      | 107714   |
| 152 | Становништво у пописним домаћинствима на челу са женама                                          | 22325    |
| 153 | Укупно домаћинстава                                                                              | 43145    |
| 154 | Укупно насељених домаћинстава                                                                    | 33781    |
| 155 | Укупно приватних кућа                                                                            | 41841    |
| 156 | Насељени приватни домови                                                                         | 32477    |
| 157 | Укупно насељених приватних кућа                                                                  | 33762    |
| 158 | Ненасељене приватне куће                                                                         | 6298     |
| 159 | Појединачна домаћинства за привремену употребу                                                   | 3066     |
| 160 | Становници у насељеним приватним кућама                                                          | 130039   |
| 161 | Насељеност станара у приватним становима                                                         | 4        |
| 162 | Просечно становника по соби у приватним насељеним домаћинствима                                  | 1.12     |
| 163 | Појединачна домаћинства са подовима од различитих материјала од земље                            | 31009    |
| 164 | Појединачна домаћинства у приземљу                                                               | 1217     |
| 165 | Појединачна домаћинства са једном спаваћом собом                                                 | 13285    |
| 166 | Појединачна домаћинства са две спаваће собе и више                                               | 18981    |
| 167 | Појединачна домаћинства са једним собом                                                          | 2369     |
| 168 | Појединачна домаћинства са две собе                                                              | 5954     |
| 169 | Појединачна домаћинства са 3 собе и више                                                         | 23886    |
| 170 | Појединачна домаћинства која имају електрично светло                                             | 32149    |
| 171 | Појединачна домаћинства која немају електрично светло                                            | 128      |
| 172 | Појединачна домаћинства која имају водоводну воду у стамбеном простору                           | 25108    |
| 173 | Појединачна домаћинства која немају водоводну воду у стамбеном простору                          | 7130     |
| 174 | Појединачна домаћинства која имају тоалет                                                        | 31885    |
| 175 | Појединачна домаћинства која имају канализацију                                                  | 31805    |
| 176 | Појединачна домаћинства која немају канализацију                                                 | 408      |
| 177 | Појединачна домаћинства која имају електрично светло, довод воде из јавне мреже и канализацију   | 24852    |
| 178 | Појединачна домаћинства без икаквих услова                                                       | 154      |
| 179 | Појединачна домаћинства која имају радио                                                         | 28596    |
| 180 | Појединачна домаћинства која имају телевизор                                                     | 31514    |
| 181 | Појединачна домаћинства која имају фрижидер                                                      | 27267    |
| 182 | Појединачна домаћинства која имају машину за веш                                                 | 23154    |
| 183 | Појединачна домаћинства која имају аутомобил или комби                                           | 12475    |
| 184 | Појединачна домаћинства која имају рачунар                                                       | 8386     |
| 185 | Појединачна домаћинства која имају фиксну телефонску линију                                      | 12157    |
| 186 | Појединачна домаћинства која имају мобилни телефон                                               | 24438    |
| 187 | Појединачна домаћинства која имају приступ интернету                                             | 4194     |